# T-Flex Parametric CAD
T-FLEX Parametric CAD/CAM ist eine featuregestützte, parametrische CAD-Software von der russischen Firma Top Systems. Sie ermöglicht das Erstellen parametrischer Modelle, d. h. alle Teile können durch die Veränderung der Maße in ihrer Geometrie verändert werden. Darüber hinaus kann jedes Attribut (Schraffurtyp, Material, Werkzeug, Aussehen etc.) über Parametrik geändert werden, auch z. B. aus einer Datenbank oder Tabelle heraus. In der Regel werden mehrere Teile zu einer oder mehreren Baugruppen zusammengefasst. Die Parametrik aller Teile ist übergreifend aufgebaut, d. h. auch in einer komplexen Zusammenbaustruktur wirken sich Änderungen am Einzelteil auf das Gesamtteil aus (Beispiel: Bohrung M8 wird zu M10, überall dort, wo diese Bohrung aus solchem Zusammenhang verwendet wird).
T-FLEX Parametric CAD existiert in dieser Form seit den 80er Jahren, ist bisher allerdings vornehmlich in Russland zu finden. Seit der politischen Öffnung hat sich das CAD-System auch in anderen Ländern verbreitet. In Deutschland wurde es lokalisiert als TENADO "CAD 3D" bzw. "Metall 3D" (mit Metallbauaufsatz) vertrieben.
T-FLEX Parametric CAD ist eine Unicode-basierte Software, ist also in allen Sprachen auf MS-Windows ab 2000 verfügbar, sowohl als 32-bit als auch als 64-bit-Variante. Dabei ist das System im Wesentlichen ein Komplettpaket, vergleichbar mit anderen CAD-Systemen. Besondere erweiterte Module gibt es für den Bereich Dynamik und Analyse sowie CAM.
Als Basis verwendet T-FLEX den 3D-Kern Parasolid. Alle Parametrik von T-FLEX ist auch von außen steuerbar, z. B. durch Anbindung an eine Excel-Tabelle, Microsoft Access oder eine einfache Textdatei. So können Teilefamilien schnell erzeugt und genutzt werden durch Ergänzung oder Änderung von Tabellenwerten. Die Software ist benutzerdefiniert anpassbar und ermöglicht es dem Nutzer, eigene Dialoge zu erstellen. Weiter bietet eine offene Programmierschnittstelle (API) die Möglichkeiten der Anbindung an andere Systeme. Einige Standardschnittstellen sind z. B. DXF, DWG, IGES, STEP, Parasolid, SolidWorks, Solid Edge und Autodesk-Inventor.
Seit März 2024 ist TENADO Metall 3D / CAD 3D – mutmaßlich aufgrund der Sanktionen im Zuge des Russischen Überfalls auf die Ukraine – nicht mehr in Deutschland nutzbar, da der lokale Lizenzvertreiber keine Lizenzbestätigung mehr vornehmen kann.

## Einsatzgebiete
T-FLEX wurde für die mechanische Konstruktion konzipiert und findet Verwendung in der Blechverarbeitung, im Werkzeug-, Maschinen- und Anlagenbau, aber auch im klassischen Designbereich. Durch die Verwendung von Parasolid als Volumenmodellierer und den Möglichkeiten der Flächenerstellung sowie deren Kombination ist T-FLEX für jeden Bereich einsetzbar.
Spezielle Bereiche der Software (im Grundpaket enthalten) bieten z. B. spezielle Blechverarbeitung, Express-FEA, Schweißen, Rohrleitungsbau.

## Funktionalität
- CAM
- Dynamik
- Finite-Elemente-Analyse